# Заліпе (Нижньосілезьке воєводство)
Заліпе (пол. Zalipie, нім. Nieder Linda; 1937-45: Nieder Linde) — село в Польщі, у гміні Плятерувка Любанського повіту Нижньосілезького воєводства.
Населення — 270 осіб (2011).
У 1975-1998 роках село належало до Єленьоґурського воєводства.

## Демографія
Демографічна структура станом на 31 березня 2011 року:
|          | Загалом | Допрацездатний вік | Працездатний вік | Постпрацездатний вік |
| -------- | ------- | ------------------ | ---------------- | -------------------- |
| Чоловіки | 142     | 34                 | 98               | 10                   |
| Жінки    | 128     | 28                 | 70               | 30                   |
| Разом    | 270     | 62                 | 168              | 40                   |